# یواس‌اس دپرم (ای‌دی‌جی-۱۰)
یواس‌اس دپرم (ای‌دی‌جی-۱۰) (به انگلیسی: USS Deperm (ADG-10)) یک کشتی بود که طول آن ۱۸۴ فوت ۶ اینچ (۵۶٫۲۴ متر) بود. این کشتی در سال ۱۹۴۴ ساخته شد.